# 大江亨
大江亨（おおえ とおる）は、日本の財務官僚。金融庁監督局銀行第一課長。

## 来歴
東京大学法学部卒業。国家公務員一種試験（法律）を受け、1997年 大蔵省入省。理財局資金第一課配属。財政投融資を担当。1999年6月 マンハイム大学、IFO経済研究所へ留学。2001年7月 財務省主計局総務課企画係長兼主計局調査課調査第三係長。2002年7月 主計局総務課企画係長。小泉政権の1・2年目の予算編成を担当。「『国債30兆円』という掛け声の下、膨大な財政赤字を如何に削減するかというのが最大のテーマだったが、経済が不安定な中、税収が数兆円単位で減る一方で雇用対策や社会保障、ODA、中小企業対策等々、各政策分野からの予算を求める声も猛烈であった。本当に無駄なら削減すべきに決まっているが、何が『無駄』で何が『必要』かの判断は意外と難しい」と述べている。
2003年7月 金融庁監督局証券課長補佐。2004年7月 金融庁総務企画局総務課長補佐（内閣府大臣政務官（金融）秘書官）。2009年7月 主計局主計官補佐（公共事業第三係主査）。国土交通省のインフラを担当。2010年 主計局主計官補佐（外務、経済協力第一係主査）。2011年 主計局主計官補佐（外務係主査）。開発政策やODA予算に携わった。2012年7月13日 国際局開発政策課開発政策調整室長。2014年7月9日 金融庁総務企画局政策課政策管理官兼金融庁総務企画局政策課広報室長。2015年7月 金融庁総務企画局市場課市場企画室長。2017年8月8日 派遣職員（国際復興開発銀行（IBRD）対外関係総局多国間ユニット審議役）。2021年7月13日 大臣官房参事官（国際局開発政策課担当）。2022年7月1日 国際局開発機関課長。2023年7月7日 理財局財政投融資総括課長。2024年7月12日 金融庁監督局銀行第一課長。

## 略歴
- 1997年4月：大蔵省入省。理財局資金第一課配属[1][3]。
- 1999年：仙台国税局調査査察部。
- 1999年6月：マンハイム大学、IFO経済研究所へ留学。
- 2001年7月：財務省主計局総務課企画係長 兼 主計局調査課調査第三係長[4]。
- 2002年7月：主計局総務課企画係長[5]。
- 2003年7月：金融庁監督局証券課長補佐。
- 2004年7月：金融庁総務企画局総務課長補佐（内閣府大臣政務官（金融）秘書官）。
- 2005年：金融庁総務企画局総務課長補佐。
- 2006年：外務省在オーストリア日本大使館一等書記官（経済班長）[2]。
- 2009年7月：主計局主計官補佐（公共事業第三係主査）[6]。
- 2010年：主計局主計官補佐（外務、経済協力第一係主査）[7]。
- 2011年：主計局主計官補佐（外務係主査）[8]。
- 2012年7月13日：国際局開発政策課開発政策調整室長。
- 2013年6月28日：国際局開発機関課長補佐。
- 2014年7月9日：金融庁総務企画局政策課政策管理官 兼 金融庁総務企画局政策課広報室長。
- 2015年7月：金融庁総務企画局市場課市場企画室長。
- 2017年8月8日：派遣職員（国際復興開発銀行（IBRD）対外関係総局多国間ユニット審議役）[9]。
- 2021年6月28日：大臣官房付。
- 2021年7月13日：大臣官房参事官（国際局開発政策課担当）。
- 2022年7月1日：国際局開発機関課長。
- 2023年7月7日：理財局財政投融資総括課長。
- 2024年7月12日：金融庁監督局銀行第一課長。

## 1997年入省同期
同期には小黒一正（法政大学経済学部教授）、藤井良太郎（ペルミラ・アドバイザーズ社長）、岡田光信（アストロスケール創業者兼CEO）、尾崎輝宏（主計局主計官（国土交通、公共事業総括担当））、古賀篤（衆議院議員、元厚生労働副大臣、総務大臣政務官（行政管理、統計を担当））らがいる。